# 塞尔维亚统计区
塞尔维亚统计区（羅馬化：statistički regioni Srbije）由《平等领土发展法》和《官方统计法》规定。塞尔维亚划分为五个统计区，主要用于统计目的，如统计局定期发布的统计数据及人口普查数据。这些统计区包括一个或多个行政区。

## 简介
2009年，國民議會通过了《平等领土发展法》，在塞尔维亚境内设立七个统计区。该法于2010年4月7日进行了修订，因此，统计区的数量减少到5个。以前设立的塞尔维亚东部统计区与塞尔维亚南部统计区合并，舒马迪亚统计区与塞尔维亚西部统计区合并。
塞尔维亚的五个统计区是：
- 伏伊伏丁那统计区
- 贝尔格莱德统计区
- 舒馬迪亞和塞爾維亞西部統計區
- 塞尔维亚南部和东部统计区
- 科索沃和梅托希亚统计区

## 分类
在2010年的一项附则中，塞尔维亚政府明确规定了该国领土统计区的名称。该法试图使该国现有的统计划分与欧洲联盟的地域統計單位命名法同步。根据该法，增加了一个最高级别的分组，塞尔维亚领土被划分为两个NUTS 1级区域:
- 塞尔维亚北部
  - 伏伊伏丁那统计区
  - 贝尔格莱德统计区
- 塞尔维亚南部
  - 舒馬迪亞和塞爾維亞西部統計區
  - 塞尔维亚南部和东部统计区
  - 科索沃和梅托希亚统计区

因此，五个统计区将成为NUTS 2级地区，而塞尔维亚行政区将对应为NUTS 3级。然而，该分类法在塞尔维亚基本上是在内部并有限地使用。截至2013年，这种分类法尚未受到欧洲联盟的认可。ESPON在2011年的发表的一份白皮书，该白皮书讨论了将阿尔巴尼亚、塞尔维亚、黑山以及波斯尼亚和黑塞哥维那纳入NUTS命名的可能性，“政府为满足NUTS标准以及欧盟区域政策的要求而设立的NUTS1和NUTS2统计区域实际上并不具有足够影响力的行政权力；而且，它们不是自治实体。它们的设立主要是基于政治前提。”
准确的说，NUTS区域只存在于欧盟成员国。对于欧洲自由贸易联盟、欧盟候选国和潜在候选国，欧盟委员会与有关国家商定了一个称为“统计区域”的术语。